# Newthorpe
Newthorpe är en by i civil parish Huddleston with Newthorpe, i kommunen North Yorkshire, i grevskapet North Yorkshire, i England. Byn är belägen 14 km från Selby. Newthorpe var en civil parish 1866–1937 när blev den en del av Huddleston with Newthorpe. Civil parish hade 111 invånare år 1931.